# Modo espectáculos
Modo espectáculos fue un programa de televisión de espectáculos de Perú, producido y emitido por Latina Televisión. Inicialmente, llamada Espectáculos, era presentado por Jazmín Pinedo y Ernesto Jiménez, mientras que Modo espectáculos por Karen Schwarz.

## Mecánica
Espectáculos era un programa dedicado a los espectáculos, además de contener entrevistas, también se tocaban temas de polémica de los famosos del momento. Contó con un set de panelistas como Brunella Horna, Leysi Suárez, entre otros invitados. El programa fue presentado por Karen Schwarz. donde se comentaba la actualidad de los personajes populares del país, en algunas ocasiones invitándoles a acudir al programa para comentarlo. Posteriormente, Modo espectáculos matizó la farándula con historias reales de los personajes del país.

## Historia
Espectáculos salió al aire el 14 de noviembre de 2011 bajo la conducción de Sofía Franco, este programa reemplazó al bloque de espectáculos del fenecido noticiero matutino A primera hora, en ese entonces, el programa solamente era un informativo sobre noticias de la farándula peruana hasta mediados de 2012. Desde ese entonces, ya con la conducción de Karen Schwarz, se agrega un panel de figuras del espectáculo donde analizan las noticias, este nuevo estilo se mantuvo hasta el final. Su última presentadora fue Jazmín Pinedo. Desde octubre del 2017, Pinedo anunció que Espectáculos ya no iba más en Latina, tras confirmar que participará en Torbellino, 20 años después, y confirmó que el último programa se sería el día 2 de marzo y después desde el 5 de marzo se emitirá La purita verdad bajo la conducción de Magaly Medina.
El miércoles 2 de septiembre del 2020 se estrena Modo espectáculos, con el retorno de Karen Schwarz. El programa tuvo como formato farándula y de historias reales. El lunes 23 de noviembre de ese mismo año, el programa fue cancelado, siendo reemplazado por Caso cerrado, y luego por la telenovela Yo soy Betty. Dicha presentadora asumió la coconducción del programa Yo soy y más tarde de Yo soy: Nueva generación.

## Temporadas
| Temporada | Emisión original        | Emisión original        |
| Temporada | Primera emisión         | Última emisión          |
| --------- | ----------------------- | ----------------------- |
| 1         | 14 de noviembre de 2011 | 30 de julio de 2012     |
| 2         | 31 de julio de 2012     | 11 de enero de 2013     |
| 3         | 14 de enero de 2013     | 10 de enero de 2014     |
| 4         | 13 de enero de 2014     | 9 de enero de 2015      |
| 5         | 12 de enero de 2015     | 15 de enero de 2016     |
| 6         | 18 de enero de 2016     | 13 de enero de 2017     |
| 7         | 16 de enero de 2017     | 2 de marzo de 2018      |
| 8         | 2 de septiembre de 2020 | 23 de noviembre de 2020 |

## Presentadores
| Presentadores        | Periodo           |
| -------------------- | ----------------- |
| Sofía Franco         | (2011-2012)       |
| Christopher Gianotti | (2012)            |
| Karen Schwarz        | (2012-2015, 2020) |
| Sandra Arana         | (2015)            |
| Jazmín Pinedo        | (2015 - 2018)     |